# Kenny G
Kenny G właściwie Kenneth Gorelick (ur. 5 czerwca 1956 w Seattle) – amerykański saksofonista i klarnecista.
Pierwszy raz spotkał się z saksofonem, kiedy usłyszał czyjś występ w programie The Ed Sullivan Show. Jego matka wypożyczyła mu pierwszy saksofon, uczył się na nim grać w domu. Godzinami słuchał płyt wykonawców saksofonowych, próbując naśladować słyszane dźwięki. We Franklin High School, gdzie się uczył, należał do szkolnego zespołu.
Kenneth Gorelick rozpoczął swoją karierę jako profesjonalny saksofonista, kiedy dostał pracę u Barry’ego White’a w Love Unlimited Orchestra.
W 1982 roku podpisał umowę z Arista Records, jako solowy artysta. Wydał wiele albumów, na których gościnnie pojawiło się wiele gwiazd, m.in. Whitney Houston, Natalie Cole, Aretha Frankin i Smokey Robinson. Jego płyty są zazwyczaj klasyfikowane jako smooth jazz.
Jego czwarty album, Duotones przyniósł mu przełomowy sukces w 1986 roku. Jego instrumentem jest saksofon sopranowy, ale gra również na saksofonie altowym i tenorowym oraz okazjonalnie na flecie.
W 2003 roku Kenny G został umieszczony przez RIAA na 25 miejscu najlepiej sprzedających się artystów w Ameryce, z 48 milionami sprzedanych albumów w Stanach Zjednoczonych. W 1994 roku wygrał nagrodę Grammy w kategorii Najlepsza instrumentalna kompozycja (Grammy Award for Best Instrumental Composition) za piosenkę „Forever in Love”.

## Albumy

### Albumy studyjne
| Kenny G                                                           | - Data: 1 sierpnia 1982 - Wydawca: Arista Records      | –  | –  | –  | –  | –  | –  |                                                                        |
| G Force                                                           | - Data: 16 stycznia 1983 - Wydawca: Arista Records     | 62 | –  | 56 | –  | –  | –  | - USA: platynowa płyta                                                 |
| Gravity                                                           | - Data: 29 kwietnia 1985 - Wydawca: Arista Records     | 97 | –  | –  | –  | –  | –  | - USA: platynowa płyta                                                 |
| Duotones                                                          | - Data: 24 lipca 1986 - Wydawca: Arista Records        | 6  | 28 | 28 | 23 | 20 | –  | - USA: 5x platynowa płyta - CAN: platynowa płyta                       |
| Silhouette                                                        | - Data: 4 października 1988 - Wydawca: Arista Records  | 8  | –  | –  | –  | –  | –  | - USA: 4x platynowa płyta - CAN: platynowa płyta                       |
| Breathless                                                        | - Data: 20 października 1992 - Wydawca: Arista Records | 2  | 1  | –  | 11 | 1  | –  | - USA: 12x platynowa płyta - CAN: 3x platynowa płyta - UK: złota płyta |
| The Moment                                                        | - Data: 1 października 1996 - Wydawca: Arista Records  | 2  | 21 | 19 | 50 | 15 | –  | - USA: 4x platynowa płyta - CAN: platynowa płyta - UK: złota płyta     |
| Classics in the Key of G                                          | - Data: 29 czerwca 1999 - Wydawca: Arista Records      | 17 | 34 | –  | –  | 6  | –  |                                                                        |
| Paradise                                                          | - Data: 10 września 2002 - Wydawca: Arista Records     | 9  | –  | –  | –  | –  | 34 | - USA: złota płyta                                                     |
| At Last...The Duets Album                                         | - Data: 23 listopada 2004 - Wydawca: Arista Records    | 40 | –  | –  | –  | –  | –  | - USA: złota płyta                                                     |
| I’m in the Mood for Love...The Most Romantic Melodies of All Time | - Data: 14 listopada 2006 - Wydawca: Arista Records    | 37 | –  | –  | –  | –  | –  |                                                                        |
| Rhythm & Romance                                                  | - Data: 5 lutego 2008 - Wydawca: Concord Records       | 14 | –  | –  | –  | –  | 31 |                                                                        |
| Heart and Soul                                                    | - Data: 29 czerwca 2010 - Wydawca: Concord Records     | 33 | –  | –  | –  | –  | 28 |                                                                        |
| Namaste India (oraz Rahul Sharma)                                 | - Data: 12 czerwca 2011 - Wydawca: Concord Records     | –  | –  | –  | –  | –  | –  |                                                                        |
| Brazilian Nights                                                  | - Data: 26 stycznia 2015 - Wydawca: Concord Records    | 86 | –  | –  | –  | –  | –  |                                                                        |
| „–” oznacza, że album nie był notowany.                           |                                                        |    |    |    |    |    |    |                                                                        |

### Albumy świąteczne
| Miracles: The Holiday Album             | - Data: 1 listopada 1994 - Wydawca: Arista Records     | 1  | 19 | 85 | 64 | 16 | - USA: 8x platynowa płyta |
| Faith: A Holiday Album                  | - Data: 16 listopada 1999 - Wydawca: Arista Records    | 6  | –  | –  | –  | –  | - USA: 3x platynowa płyta |
| Wishes: A Holiday Album                 | - Data: 22 października 2002 - Wydawca: Arista Records | 29 | –  | –  | –  | –  | - USA: złota płyta        |
| „–” oznacza, że album nie był notowany. |                                                        |    |    |    |    |    |                           |

### Kompilacje
| The Collection                          | - Data: 25 stycznia 1993 - Wydawca: Arista / BMG         | –  | 45 | –  | 18 | –  |                                                                    |
| Montage                                 | - Data: 18 października 1993 - Wydawca: Arista / BMG     | –  | 8  | 32 | –  | 9  |                                                                    |
| The Very Best of Kenny G                | - Data: 9 maja 1994 - Wydawca: Arista / BMG              | –  | –  | –  | –  | –  |                                                                    |
| Kenny G – Greatest Hits                 | - Data: 18 listopada 1997 - Wydawca: Arista Records      | 19 | 42 | 38 | –  | 30 | - USA: 3x platynowa płyta - CAN: platynowa płyta - UK: złota płyta |
| In America                              | - Data: 23 kwietnia 2001 - Wydawca: Jazz Door            | –  | –  | –  | –  | –  |                                                                    |
| Ultimate Kenny G                        | - Data: 10 czerwca 2003 - Wydawca: Arista / BMG Heritage | 42 | –  | –  | –  | –  |                                                                    |
| The Romance of Kenny G                  | - Data: 1 września 2004 - Wydawca: Green Hill / BMG      | –  | –  | –  | –  | –  |                                                                    |
| At Last...The Duets Album               | - Data: 23 listopada 2004 - Wydawca: Arista              | –  | –  | –  | –  | –  |                                                                    |
| The Greatest Holiday Classics           | - Data: 18 października 2005 - Wydawca: Arista Records   | 39 | –  | –  | –  | –  |                                                                    |
| The Essential Kenny G                   | - Data: 24 stycznia 2006 - Wydawca: Arista / Legacy      | –  | –  | –  | –  | –  |                                                                    |
| The Holiday Collection                  | - Data: 13 czerwca 2006 - Wydawca: Sony BMG              | 85 | –  | –  | –  | –  |                                                                    |
| „–” oznacza, że album nie był notowany. |                                                          |    |    |    |    |    |                                                                    |

### Albumy koncertowe
| Kenny G Live                            | - Data: 21 listopada 1989 - Wydawca: Arista Records | 16 | - USA: 4x platynowa płyta - CAN: złota płyta |
| Best                                    | - Data: 13 lutego 2006 - Wydawca: Sony BMG          | –  |                                              |
| „–” oznacza, że album nie był notowany. |                                                     |    |                                              |

### EP
| Tytuł         | Dane dot. albumu                                  |
| ------------- | ------------------------------------------------- |
| Six of Hearts | - Data: 1 stycznia 1997 - Wydawca: Arista Records |

### Single
| „Hi, How Ya Doin’?”                           | 1984 | –  | –  | –  | –  | 70 |
| „Love on the Rise”                            | 1985 | –  | –  | –  | –  | 87 |
| „Don’t Make Me Wait for Love”                 | 1986 | 15 | –  | –  | –  | –  |
| „What Does It Take (To Win Your Love)”        | 1986 | –  | –  | –  | –  | 64 |
| „Songbird”                                    | 1987 | 4  | 22 | 27 | –  | 22 |
| „Silhouette”                                  | 1988 | 13 | –  | –  | –  | –  |
| „Against Doctor’s Orders”                     | 1989 | –  | –  | –  | –  | –  |
| „We’ve Saved the Best for Last”               | 1989 | 47 | –  | –  | –  | –  |
| „Going Home”                                  | 1989 | 56 | –  | –  | –  | –  |
| „Forever in Love”                             | 1992 | 18 | –  | –  | 49 | 47 |
| „By the Time This Night is Over”              | 1993 | 25 | –  | –  | –  | –  |
| „Sentimental                                  | 1993 | 72 | –  | –  | –  | –  |
| „Even if My Heart Would Break”                | 1944 | –  | –  | –  | –  | –  |
| „Have Yourself a Merry Little Christmas”      | 1995 | –  | –  | –  | –  | –  |
| „The Moment”                                  | 1996 | 63 | –  | –  | –  | 98 |
| „Havana”                                      | 1997 | 66 | –  | –  | –  | –  |
| „What a Wonderful World”                      | 1999 | –  | –  | –  | –  | –  |
| „Auld Lang Syne”                              | 1999 | 7  | –  | –  | –  | –  |
| „One More Time”                               | 2002 | –  | –  | –  | –  | –  |
| „Deck the Halls/The Twelve Days of Christmas” | 2002 | –  | –  | –  | –  | –  |
| „Auld Lang Syne [Freedom Mix]”                | 2003 | –  | –  | –  | –  | –  |
| „I Believe I Can Fly”                         | 2005 | –  | –  | –  | –  | –  |
| „The Way You Move”                            | 2005 | –  | –  | –  | –  | –  |
| „My Favorite Things”                          | 2005 | –  | –  | –  | –  | –  |
| „We Wish You a Merry Christmas”               | 2005 | –  | –  | –  | –  | –  |
| „Jingle Bell Rock”                            | 2006 | –  | –  | –  | –  | –  |
| „–” oznacza, że singel nie był notowany.      |      |    |    |    |    |    |

## Nagrody i wyróżnienia
| Rok  | Kategoria                     | Tytułem           | Nagroda        | Nota | Źródło |
| ---- | ----------------------------- | ----------------- | -------------- | ---- | ------ |
| 1993 | Best Instrumental Composition | „Forever in Love” | Nagroda Grammy | Laur | [ 33 ] |